# Mackenziejevo gorovje
Mackenziejevo gorovje (angleško Mackenzie Mountains, francosko Mounts Mackenzie) je gorovje v severozahodni Kanadi.
Razteza se v severozahodni smeri ter poteka vzdolž južnega dela meje med ozemljema Jukon in Severozahodni teritoriji. Na skrajnem jugu meji na skrajni sever province Britanska Kolumbija. Zajema površino 330.782 km², od česar je okoli 61 odstotkov znotraj meja Severozahodnih teritorijev, 35 odstotkov znotraj meja Jukona in štirje odstotki znotraj meja Britanske Kolumbije. V smeri z zahoda proti vzhodu meri približno 795 kilometrov v dolžino, v smeri s severa proti jugu pa je dolgo okrog 937 kilometrov.
Leži med rekama Liard na jugu in Peel na severu oziroma med Selwynovim gorovjem na zahodu in glavno strugo Mackenziejeve reke na vzhodu. Reki Liard in Peel se obe izlivata v glavno strugo Mackenziejeve reke, pri čemer reka Peel seže celo do Mackenziejeve delte ob Beaufortovem morju.
Mackenziejevo gorovje ameriški geologi in geografi pogosto obravnavajo kot severno nadaljevanje Skalnega gorovja, skupaj z Richardsonovim gorovjem, ki se razteza severno od njega, in Brooksovim gorovjem, ki poteka v smeri severa in zahoda od Richardsonovega gorovja do severnih predelov ameriške zvezne države Aljaska, ki na vzhodu meji na kanadsko ozemlje Jukon.
Najvišji vrh Mackenziejevega gorovja je Nahteni Shih z nadmorsko višino 2773 metrov, ki je hkrati najvišja vzpetina na celotnem območju Severozahodnih teritorijev. Njegovo ime v staroselskem jeziku slavejščini pomeni 'Gora grmenja', medtem ko je v angleščini znan pod imenom Mount Nirvana. Nekateri viri kot najvišji vrh navajajo Keele Peak v Jukonu z nadmorsko višino 2972 metrov, vendar ta pripada sosednjemu Selwynovemu gorovju.
Območje Mackenziejevega gorovja je večinoma nenaseljeno. V južnih predelih je Narodni park Nahanni. V severozahodnih predelih obstajata dve cestni povezavi. Ena cesta pelje proti nekdanjemu naselju Tungsten, druga pa proti letališču Macmillan Pass. Naselje Tungsten se je razvilo po letu 1960, ko je bil v njegovi bližini urejen največji kanadski dnevni kop za pridobivanje volframa. Ime naselja je hkrati angleška beseda za ta kemični element.
Za podnebje Mackenziejevega gorovja so značilna blaga poletja in ostre zime. Pozimi so temperature lahko nižje od -50 °C. V meteorološkem smislu te vzpetine predstavljajo mejo med območjema vpliva Tihega oceana z jugozahoda in Beaufortovega morja s severovzhoda. Zaradi tega so za zahodna pobočja značilne pogoste padavine, za vzhodna pa bolj suho podnebje. Rastlinstvo v nižjih predelih večinoma vključuje gozdove bele smreke in različnih jelk, medtem ko so višji predeli območje tundre, ki je poraščeno le z nizkimi grmi in travami.
Gorovje je bilo poimenovano po raziskovalcu in politiku Alexandru Mackenzieju, ki je leta 1789 obiskal to območje.